# 손준석

## 클럽 경력
손준석은 동원과학기술대학교 졸업 후 K3리그 김해 FC와 창원시청 FC를 거쳐 2025년 안산그리너스 FC에 입단했다. K리그2 2025시즌 개막전에서 선발 출전하며 프로 데뷔전을 치렀다.

## 프로 통계
- K리그2 2025 시즌 (7월 기준): 17경기 출전, 2도움
- FA컵 2025: 2경기 출전, 1도움

## 특징
손준석은 중앙 미드필더로서 왕성한 활동량과 안정적인 빌드업이 강점이다. 공수 연결고리 역할을 수행하며 경기 조율 능력이 뛰어나다는 평가를 받고 있다.

## 이전 소속팀
- 김해 FC (K3리그)
- 창원시청 FC (K3리그) – 2024시즌 28경기 출전, 2골 3도움

## 기타
2025시즌 팀 내 중원 자원으로 꾸준한 출전 기회를 얻고 있으며, 세트피스 상황에서도 날카로운 패스를 통해 공격 기회를 만들어내고 있다.